# Нережу (комуна)
Нережу (рум. Nereju) — комуна у повіті Вранча в Румунії. До складу комуни входять такі села (дані про населення за 2002 рік):
- Бредечешть (280 осіб)
- Кірікань (468 осіб)
- Нережу-Мік (1738 осіб)
- Нережу (1320 осіб)
- Сахастру (422 особи)

Комуна розташована на відстані 150 км на північ від Бухареста, 36 км на захід від Фокшан, 107 км на захід від Галаца, 86 км на схід від Брашова.

## Населення
За даними перепису населення 2002 року у комуні проживали 4228 осіб, усі — румуни. Усі жителі комуни рідною мовою назвали румунську.
Склад населення комуни за віросповіданням:
| Релігія     | Кількість осіб | Відсоток |
| ----------- | -------------- | -------- |
| православні | 4224           | 99,9%    |